# Drusilasaura
Drusilasaura is een geslacht van plantenetende sauropode dinosauriërs, behorend tot de groep van de Titanosauria, dat tijdens het late Krijt leefde in het gebied van het huidige Argentinië. De enige benoemde soort is Drusilasaura deseadensis.

## Vondst en naamgeving
Begin eenentwintigste eeuw trof paleontoloog Marcelo Tejedor bij een verkenning van mogelijke vindplaatsen van fossiele zoogdieren ten westen van Las Heras in de provincie Santa Cruz het skelet van een sauropode aan. Hij waarschuwde daarop het Laboratorio de Paleontología de Vertebrados van de Universidad Nacional de la Patagonia San Juan Bosco dat een team zond om de resten op te graven. Die lagen op het terrein van de haciënda María Aike, bezit van de familie Ortiz de Zárate waarvan de leden en het personeel meehielpen bij de opgraving. In 2008 werd de vondst gemeld door César Navarrete.
De typesoort Drusilasaura deseadensis werd in 2011 benoemd en beschreven door Navarrete, Gabriel Casal en Rubén D. Martínez. De geslachtsnaam eert Drusila Ortiz de Zárate, de dochter van de familie; zij is ook de reden dat voor de vrouwelijke vorm ~saura is gekozen. De soortaanduiding verwijst naar de vallei van de Río Deseado waar de vindplaats is gelegen.
Het typespecimen bestaat uit een reeks syntypen, MPM-PV 2097/1 tot 2097/19. Het is gevonden in de bovenste lagen van de Bajo Barreal-formatie waarvan de datering onzeker is maar die volgens de beschrijvers waarschijnlijk stammen uit het Cenomanien-Turonien, ongeveer 93 miljoen jaar oud. Het bestaat uit een gedeeltelijk skelet zonder schedel. Bewaard zijn gebleven: vier ruggenwervels, een sacrale wervel, zes staartwervels, een linkerschouderblad, wat ribben en wat chevrons. Drie van de ruggenwervels verkeerden in een te slechte toestand om beschreven te worden. Het specimen maakt deel uit van de collectie van het Museo Padre Molina.

## Beschrijving
Drusilasaura is een grote sauropode, waarvan de lengte door de beschrijvers geschat wordt op ruim twintig meter. Het schouderblad is 143 centimeter lang, 30 % langer dan bij Mendozasaurus. Het lichaamsgewicht moet tussen de twintig en de dertig ton gelegen hebben. De precieze omvang en vorm hangen echter af van de verwantschappen van het dier.
De beschrijvers wisten enkele onderscheidende kenmerken vast te stellen. De voorste ruggenwervels hebben twee robuuste richels tussen het doornuitsteeksel en de diapofyse lopen, een voorste en een achterste, die samen een diepe en langwerpige uitholling boven op de diapofyse omgrenzen. De voorste ruggenwervels hebben achteraan een richel rond de opening van het ruggenmergkanaal lopen. De achterste sacrale wervel heeft een doornuitsteeksel met op de achterzijde een richel die naar boven toe verwijdt. Minstens de vijf voorste staartwervels hebben een doornuitsteeksel met op de voorkant een richel die naar boven toe verwijdt. De voorste staartwervels hebben een richel die van basis van de postzygapofysen, de achterste gewrichtsuitsteeksels, naar voren loopt. In de onderkant van althans de vier voorste staartwervels bevinden zich openingen. Minstens tot en met de vierde staartwervel raakt de richel op de voorkant van het doornuitsteeksel de bases van de prezygapofysen, de voorste werveluitsteeksels.

## Fylogenie
Drusilasaura is door de beschrijvers binnen de Titanosauria in de Titanosauridae geplaatst. Meer in het bijzonder zou het een lid zijn van de Lognkosauria; in dat geval is het de oudste bekende lognkosauriër.